# Ях'я Хассан
Ях'я Хассан (народився 19 травня 1995 року в Орхусі — помер 29 квітня 2020 року в Орхусі) — данський поет палестинського походження, колишній кандидат у Національну партію. Його дебютна поетична збірка «Ях'я Хассан» розійшлася тиражем понад 120 000 примірників і, таким чином, стала найбільш продаваною дебютною поетичною збіркою в Данії.

## Дитинство та освіта
Ях'я Хассан народився у сім'ї мусульманів, мігрантів з Палестини, які втекли до Лівану під час ізраїльсько-палестинського конфлікту, а у 1980-х перебралися до Данії. Він зростав у гетто в Орхусі V, неблагополучному мігрантському районі міста Орхус (другого за величиною міста Данії і найбільшого порту країни). Там він зіткнувся з насильством, невдачами та злочинністю. Під враженнями від такого життя почав писати вірші.
Коли Хассану було 14 років, він познайомився з Луїзою Естергаард, вчителькою у спеціальній школі для важких підлітків, яку він відвідував. У січні 2014 року вона випустила свій дебютний роман «ORD», який описують як «дивну суміш автобіографії, художньої літератури, роману із ключем та автофікції». В одному з інтерв'ю вона підтвердила, що зустрічалася з Ях'єю Хассаном. У романі, в якому персонажі названі як «я» і «ти», розгортається пристрасний і проблемний роман між 38-річною учителькою і 16-річним дансько-палестинським студентом, який, на думку Сандри Бровалл із Politiken, списаний із Хассана.
Ях'я Хассан зосередився на письмі і відвідував різноманітні майстерні художньої літератури. Вступив до університету Валлекіль в 2013 році, і того ж року розпочав навчання у школі письменництва в Копенгагені.
Серед своїх джерел натхнення Ях'я Хассан згадував Федора Достоєвського, Міхаеля Струнге та, зокрема, автобіографічні книги Карла Уве Кнаусгора.

## До поетичної збірки «Ях'я Хассан»
У лютому 2013 року Ях'я Хасан виступив на літературному фестивалі «Litt Talk» в університеті Валлекіль, а його поетичні читання були опубліковані у репортажі ДР[уточнити]. Серен Маркуссен включив його відеопортрет у свою серію з 12 молодих чоловіків різного етнічного походження, опубліковану на YouTube у лютому 2013 року.
8 червня 2013 року Ях'я Хассан виступив у Орхуському театрі з власними віршами у співпраці з керівником театру Opgang2 Сереном Маркуксеном та художником Гансом Круллом, який замалював зміст почутого. У вересні 2013 року Хассан виступив на літературному фестивалі Wild with ORD у рамках Århus Festuge, де також брали участь Дорте Норс та Лоне Херслев. DR писали, що Хассан декламував «наполегливо, прихильно і з великою мовною чіткістю».

## Поетична збірка «Ях'я Хасан»
17 жовтня 2013 року видавництво Gyldendal опублікувало збірку віршів Ях'я Хасана під назвою «Ях'я Хасан».
За кілька тижнів до її виходу в світ, 5 жовтня 2013 р. газета Politiken опублікувала велике інтерв'ю журналіста Тарека Омара з Ях'єю Хассаном під заголовком «Поет: Я з біса злий на покоління моїх батьків». Ця стаття привернула величезну увагу та викликала дискусії, частково літературні та частково політичні і культурні — оскільки збіглася з часом напруження у суспільстві щодо інтеграції мігрантів. Ях'я Хассан потім дав інтерв'ю програмі DR2 Deadline. Він також з'явився у вечірньому шоу Aftenshowet та на TV 2/Østjylland. У листопаді про збурену Хассаном суспільну дискусію вийшов допис у блозі на сайті The Wall Street Journal.
У ЗМІ Хассан робив критичні заяви щодо свого культурного походження. Він звинуватив покоління батьків у тому, що воно чіпляється за Коран, і в той же час вдається до соціального шахрайства, б'є своїх дітей і не дозволяє їм інтегруватися у данське суспільство.
У віршах Хассан описує дорослішання у середовищі насильства, невдач і злочинності. Збірка віршів, серед іншого, описує розрив із батьками та релігією ісламу.

### Публікація
Перший тираж дебютної поетичної збірки «Ях'я Хассан», що вийшла у 2013 році, становив 800 примірників і був швидко розпроданий, після чого видавництво Gyldendal збільшувало тираж кілька разів: у жовтні до 11 000, у листопаді до 42 000, наприкінці листопада до 57 000, а на початку грудня кількість примірників уже становила 93 000, а в п'ятницю, 13 грудня 2013 року, видавці заявили, що збірка віршів налічує 100 000 примірників. Попередньою дебютною поетичною збіркою, що привернула до себе настільки велику увагу в Данії, була збірка Віти Андерсен Tryghedsnarkomaner, що вийшла 1977 року.
Права на видання збірки були продані в Нідерланди, Італію, Норвегію, Швецію, Ісландію, Іспанію, Фінляндію, Бразилію та Німеччину; видавець веде переговори щодо видання в кількох інших країнах. Англійським перекладом займалися данські брати-репери Аль та Куку Агамі.

### Декламування
З виходом віршованої збірки Ях'я Хассан почав читати вірші публічно. Його декламація була в особливо виразному декларативному стилі. «Він співає свої вірші ритмічно, як муедзин-невірянин», — написав Йорг Лау у Die Zeit.
Квитки на події за участі Хассана почали розпродавати повністю. Квитки на подію, організовану міськими бібліотеками Орхуса у грудні 2013 року, були розпродана за дві хвилини.
Виразний стиль декламації Ях'ї Хассана використали у своїх пародіях на нього данські коміки Андреас Бо й Ульф Пілгаард.

### Огляди
Відгуки літературних критиків на збірку були стабільно позитивними. Рецензенти відзначили новаторську мову та соціально-реалістичний і потужний зміст. Критикиня Луїза Розенгрін з Dagbladet Information описала вірші як наративну і смачну автофікцію. Різні відгуки називають збірку унікальним або шоковним розумінням сучасного середовища, написаним на рушії гніву та відчуження, з приглушеним інтерналізованим болем, або тверезим та ілюзорним. Німецьке видання Die Zeit назвало збірку ліричним романом виховання. У коментарі щодо мови рецензент назвав поетичну збірку першим значним твором так званою іммігрантською данською (perkerdansk). Данський літературний критик Ларс Букдал відзначив «антиметафоричність» віршів й охарактеризував їх як «прямі, телеграмоподібні, конкретні, гострі — вони стаються і завершуються як жорсткі, чіткі, бездишні проблиски». Ще влітку 2013 року, до виходу збірки, Букдал почув прочитання вірша «SKUFFELSEN» і описав його словами: «це був чіткий, загартований пафос, який переконує своєю безпечною, безстрашно рішучою здатністю».
Деякі критики обговорювали, що ця збірка може означати для публічної дискусії, хоча загалом визнавали, що книга не є політичною. Газета «Politiken» назвала Ях'я Хассана «поетом-іммігрантом», хоча він народився в Данії. Тоді Ях'я Хассан заявив, що не виступає як переговорник в інтеграційних дискусіях, а лише як поет.

### Заперечення ісламу
З боку деяких мусульман лунав скептицизм або гнів, що Ях'я Хассан критикує батьків, іммігрантську громаду та іслам.
Одна з найбільш характерних подій сталася під час Cirkusrevyen 2014 року, де Ульф Пільгард пародіював Ях'ю Хассана. Коли вихід Пільгарда на сцену оголосили словами «виходить новий національний поет Данії Ях'я Хассен», деякі юнаки «іншого етнічного походження, ніж данське», почули це і прорвалися до намету. З площі перед сценою незадоволені чоловіки почали кричати на Пілгаарда, очевидно арабською мовою.

### Напад на Центральному вокзалі
Ях'я Хассан отримав кілька погроз смертю, і за даними Данського радіо, до його безпеки була залучена Служба розвідки поліції.

Один із серйозних нападів на Ях'ю Хасана стався на Центральному вокзалі Копенгагена. Увечері 18 листопада 2013 року на нього напав Ісаак Меєр, раніше судимий як терорист: Хассан дістав 5—8 ударів по обличчю і тілу, тоді як Мейєр кричав, що той «не вірує, а тому мусить померти». Наступного дня Меєру пред'явили звинувачення, і він зізнався в нападі на Ях'ю Хассана. Його тримали під вартою 13 діб, звинувачуючи за статтею 244 Кримінального кодексу Данії, яка передбачає штраф або позбавлення волі на термін до 3 років. 9 грудня 2013 року міський суд Копенгагена засудив 24-річного Ісаака Меєра до п'яти місяців ув'язнення за напад на Ях'ю Хассана. У зв'язку з цим Ях'я Хассан оголосив у суді таке:
I kan gøre med gerningsmanden, hvad I vil. Jeg er ikke bange for at tage et slagsmål. Han [Isaac Meyer] er jeres problem, han er retsvæsenets problem og han er samfundets problem. Han er ikke mit.— Berlingske Tidende, den 9. december 2013.
У березні 2014 року суд Глострупа оголосив про 20 днів ув'язнення умовно 15-річному сомалійцю, коментарі якого у Facebook суд визнав загрозою життю поета.
9 березня 2015 року Орхуський суд засудив Ях'ю Хассана до 4 місяців умовно за насильство, цей вирок він згодом оскаржив. Пізніше він був виправданий Вищим судом Західної Данії.

### Читання віршів у Воллсмозе
26 листопада 2013 року Хассан читав свої вірші в H.C. Andersen Skolen у Воллсмозе (входить до міста Оденсе), перед аудиторією, де були 51 журналіст та 225 інших людей, включаючи тодішню міністерку соціальних питань та інтеграції Аннет Вільгельмсен.
Спочатку подію планувалося провести у місцевій бібліотеці, але через оцінку загроз поліцією, бібліотека мусила скасувати подію. За кілька місяців до цього на дебатах із данським політичним активістом Ахмедом Аккарі сталося заворушення, і кидали каміння, й Аккарі довелося покинути подію в супроводі охорони. Скасування події з Хассаном було піддане критиці з декількох сторін і викликало парламентські дебати, зокрема запитання до тогочасного міністра юстиції Мортена Бедскова.
Через загрози життю Ях'ю Хассана під час читань захищали бойові офіцери, агенти Служби розвідки поліції та собаки.
Читання віршів Ях'я Хассана та подальшу дискусію з аудиторією транслювали по телебаченню.

### Визнання
Поетична збірка Ях'ї Хассана отримала низку нагород. 8 листопада 2013 року він отримав нагороду як «Дебют року» на книжковому форумі «Bogmessen BogForum». Того ж місяця за цю поетичну збірку Хассана номінували на літературну премію Montanas Litteraturpris. Наприкінці січня 2014 року газета Weekendavisen нагородила його своєю літературною премією 2013 року з призом 100 000 крон. Приблизно в той же час збірка віршів Хассана здобула літературну премію фонду Politiken-Fonden, з призом у розмірі 250 000 DKK. Крім того, книга Хассана стала однією з 10 номінантів читацьку премію за 2014 рік від Данської бібліотечної асоціації та газети Berlingske. 26 вересня 2014 року йому присудили Дебютантську премію Боділь та Йоргена Мунч-Крістенсенів, яка є найбільшою в Данії премією такого роду.

## Після збірки віршів «Ях'я Хасан»
Улітку 2014 року Ях'ю Хассана запросили виступити в Газі. З міркувань безпеки його виступ скасували, але надали можливість виступити у програмі DR2 Deadline. З нагоди першої річниці дебютної поетичної збірки, телеінтерв'ю у Ях'ї Хассана взяв данський історик Адам Голм. У програмі Хассан критикував тих, хто називав його критиком ісламу, стверджуючи, що його поезія є радше соціальною критикою.
У грудні 2014 року він неочікувано з'явився як гість на різдвяному обіді Данської народної партії; у його декламації на цій події, серед іншого, були слова «але чого не зробиш за частку від шматка свинини». Його участь у дебатах 2014 року була настільки значною, що Politken поставили його на третє місце у результатах щорічних опитувань.

## Кандидат від Національної партії
7 квітня 2015 року у своєму пресрелізі Національна партія оголосила, що Ях'я Хассан буде кандидатом у депутати від партії, якщо партія отримає право на участь у наступних загальних виборів.
Національна партія не виборола права на участь у виборах як партія, але висунула своїх кандидатів у п'яти виборчих округах. Таким чином, Ях'я Хассан став кандидатом у депутати у виборчому окрузі Східної Ютландії, де він отримав 944 голоси (для обрання до парламенту необхідно набрати понад 20 000 голосів).
9 лютого 2016 року Ях'я Хассан був виключений з Національної партії після того, як його заарештували за водіння під впливом наркотичних речовин. Таким чином, він був членом партії близько 10 місяців.

## Правопорушення
На початку 2016 увагу ЗМІ привернули заяви Хассана про те, що на його життя посягає організована злочинність.
21 березня 2016 року Ях'я Хассан потрапив до в'язниці. 16 вересня його засудили до 1 року та 9 місяців позбавлення волі у справі за постріл 17-річному юнакові в ногу та інші правопорушення.
Ях'ю Хассана звільнили 19 грудня 2017 року.
У 2018 році Ях'я Хассан поїхав до Гліньгоре, де зупинявся у bed and breakfast. Через гармидер господарі були змушені викликати поліцію, яка вивела Хассана з квартири. Власники підозрювали його в крадіжці кількох речей, у тому числі вина, продуктів, мобільних телефонів, велосипеда й автомобіля.

## Збірка поезії «Ях'я Хассан 2»
У листопаді 2019 року видавництво Gyldendal видало поетичну збірку під назвою «Ях'я Хассан 2». У 59 віршах Ях'я Хассан розповідає свою історію, від дебюту як автора та «володаря призів» з поліцейським захистом, до переслідуваного, гнаного, ображеного, ув'язненого, госпіталізованого «психа-зайди», якому ніде немає місця. Це вірші про сумніви, розбитість, гнів і самотність, про насильство і божевілля світу та власного «я», прагнення любові та близькості, але без змоги утримати її.
20 лютого 2020 року Ях'я Хассан номінований на престижну Премію літератури Північної Ради 2020 року за поетичну збірку «Ях'я Хассан 2».

## Смерть
29 квітня 2020 року Ях'ю Хассана знайшли мертвим у його квартирі в Орхусі. Причина смерті ще не оприлюднена. Поліція не вважає смерть Хассана убивством.